# Susan Garden, Baroness Garden of Frognal

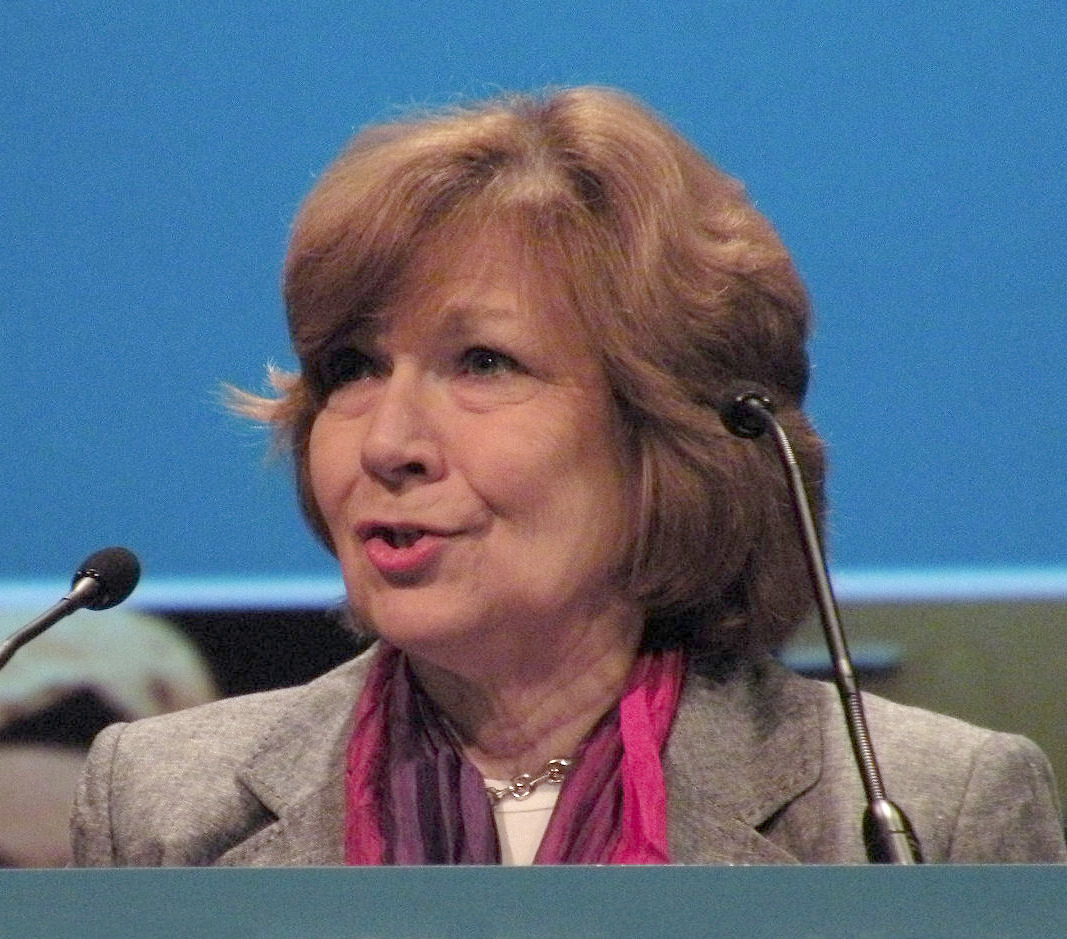
Susan Garden, Baroness of Frognal auf dem Parteitag der Liberal Democrats 2010 in Birmingham

Susan Elizabeth Garden, Baroness Garden of Frognal (* 22. Februar 1944 in London) ist eine liberale britische Politikerin und Life Peer.
Susan Garden studierte am St Hilda’s College an der Universität Oxford Fremdsprachen und  war mit Thimothy Garden einem Studienfreund verheiratet, der am 9. August 2007 starb und mit dem sie zwei Kinder hatte. Durch die Tätigkeit ihres Mannes als Offizier in der RAF arbeitete sie 1965–1985 an vielen Orten u. a. auch in Deutschland als Lehrerin. Susan Garden lebt in London, wo sie von 1988 bis 2000 für das City and Guild London Institute hauptamtlich und bis 2008 noch beratend im Bereich berufliche Bildung tätig war.
Susan Garden war die Kandidatin der Liberal Democrats bei den Kommunalwahlen 2005 in Camden und für das House of Commons im Wahlkreis Finchley and Golders Green (London) 2005. 
Nach dem Tod ihres Mannes wurde sie im September 2007 zum Life Peer als Baroness Garden of Frognal, of Hampstead in the London Borough of Camden, erhoben.
2008 war sie die Sprecherin des House of Lords für "Kinder, Schule und Familie" und 2009 für "Universitäten und Berufliche Qualifikation". Seit 2010 ist Susan Garden ein Government Whip im House of Commons und die Sprecherin des Department of Culture Media and Sports für die Teilbereiche Olympische Spiele, Sport, National Lottery und Tourismus, sowie die Sprecherin des Department for Business, Innovation and Skills für den Teilbereich Higher Education (deutsch Höhere Bildung) und die Sprecherin des Department of Education (entspricht dem Bildungsministerium).

Sie ist die derzeitige Vize-Vorsitzende der Oxford University Society und des Institute of Export.